# 231842 Graemekeleher
231842 Graemekeleher è un asteroide della fascia principale interna. Scoperto nel 2000, presenta un'orbita caratterizzata da un semiasse maggiore pari a 2,465286 UA e da un'eccentricità di 0,114982, inclinata di 1,821121° rispetto all'eclittica.
Graeme P. Keleher è un controllore americano per le operazioni real-time delle missioni NASA, in particolare per New Horizons.